# IC 3689
IC 3689 је елиптична галаксија у сазвјежђу Береникина коса која се налази на листи објеката дубоког неба у Индекс каталогу.
Деклинација објекта је + 20° 51' 1" а ректасцензија 12h 42m 37,0s. Привидна величина (магнитуда) објекта IC 3689 износи 15,0 а фотографска магнитуда 16,0.